# Agapetus occidentis
Agapetus occidentis är en nattsländeart som beskrevs av Donald G. Denning 1949. Agapetus occidentis ingår i släktet Agapetus och familjen stenhusnattsländor. Inga underarter finns listade i Catalogue of Life.